# Звездообразование

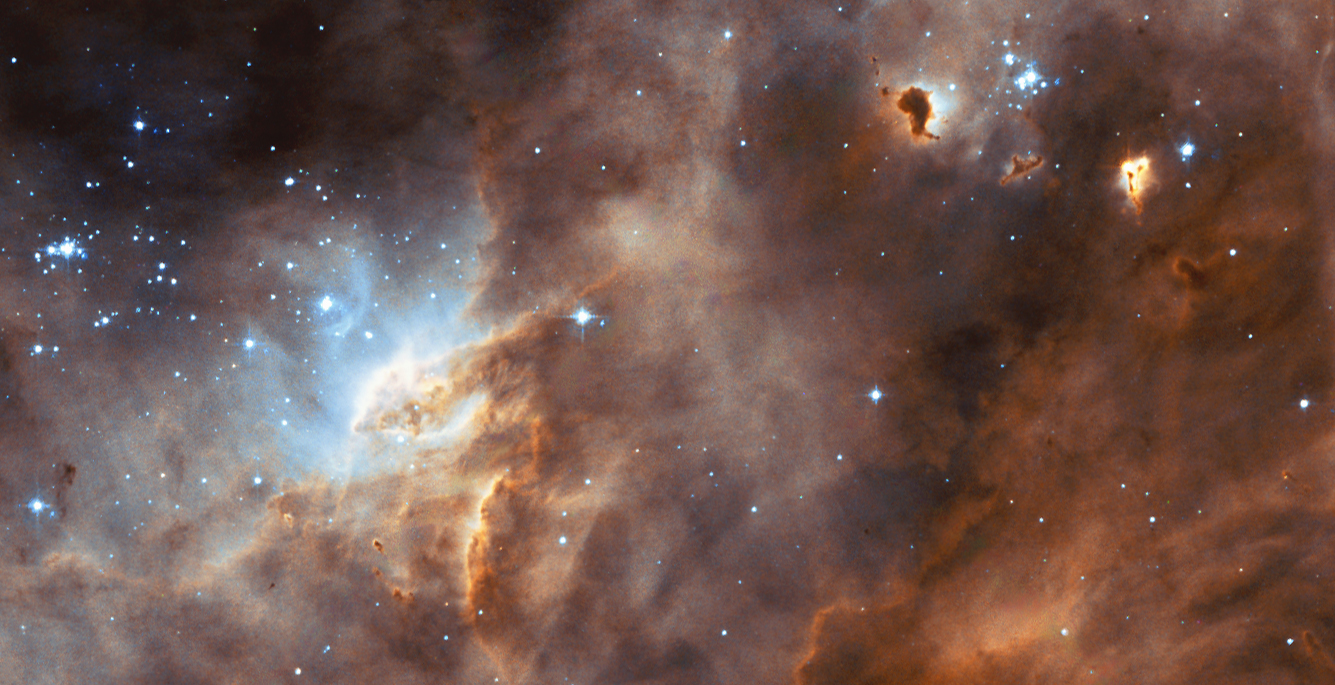
Область звездообразования N11B в Большом Магеллановом Облаке

Звездообразование — процесс формирования звёзд из межзвёздной среды в масштабах галактик. Звездообразование является наиболее масштабным процессом в галактике. Этот процесс и его история определяют структуру галактики и её светимость, цвет и спектральные характеристики, а также химический состав её звёзд и газа.
Признаком активно идущего звездообразования в галактике является наличие в ней массивных звёзд, которые живут малый срок, а также связанных с ними объектов: областей H II, молодых звёздных скоплений и ассоциаций, а также сверхновых типов Ib, Ic и II. В случае, если галактика находится достаточно далеко и такие объекты по отдельности неразличимы, на звездообразование могут указывать косвенные признаки, например, сильное излучение в эмиссионных линиях, особенно в H-альфа, которое создаётся эмиссионными туманностями.
В межзвёздной среде присутствуют гигантские молекулярные облака, плотность вещества в которых выше, чем в окружающем пространстве. При достаточно большой массе они могут начать сжиматься, фрагментироваться и в них сформируются звёзды. В каждый момент лишь малая часть межзвёздного газа участвует в звездообразовании и практически всегда оно происходит в дисках галактик, в областях звездообразования размерами от десятков до нескольких сотен парсек. Звездообразование в такой области длится не более десятков миллионов лет, после чего бо́льшая часть газа покидает звёздный комплекс, ярчайшие звёзды завершают свою эволюцию, неустойчивые звёздные системы распадаются, а звёзды комплекса распределяются среди остальных звёзд.
Активность звездообразования в галактиках описывается темпом звездообразования (SFR) — это общая масса звёзд, которая формируется в галактике в единицу времени. Так, в спиральных галактиках SFR обычно составляет 1—10 M⊙/год, а в эллиптических и линзовидных — значительно ниже 1 M⊙/год за очень редкими исключениями. В нашей Галактике SFR приблизительно равняется 2 M⊙/год. Также звездообразование характеризуется начальной функцией масс (НФМ) — это функция распределения звёзд по массам при формировании. Чем меньше масса звезды, тем больше таких звёзд формируется: для звёзд массивнее 1 M⊙ функция количества звёзд {\displaystyle dN} с массами от {\displaystyle M} до {\displaystyle M+dM} имеет вид степенной функции {\displaystyle dN\propto M^{-\alpha }dM}, где {\displaystyle \alpha } составляет 2,35. Для менее массивных звёзд их количество увеличивается с массой не так быстро и имеет максимум в диапазоне 0,1—1 M⊙.

## Описание
Звездообразование — крупномасштабный процесс формирования звёзд из межзвёздной среды. Термин «звездообразование» обозначает процесс возникновения звезд в масштабах галактик, в то время как «формирование звезды» относится к возникновению отдельно взятых звёзд. Тем не менее, иногда звездообразованием называют оба этих процесса.
Звездообразование является наиболее масштабным процессом в галактике. Этот процесс и его история определяют структуру галактики и её светимость, цвет и спектральные характеристики, а также химический состав её звёзд и газа. Признаком активно идущего звездообразования в галактике является наличие в ней массивных звёзд, которые живут малый срок, а также связанных с ними объектов: областей H II, молодых звёздных скоплений и ассоциаций, а также сверхновых типов Ib, Ic и II. Например, линзовидные и спиральные галактики во многом сходны, а отличия между ними обусловлены активностью звездообразования. В первых звездообразование практически не идёт, а в последних — происходит и сосредотачивается в спиральных рукавах, которые выделяются на фоне остальной галактики большим количеством молодых звёзд и связанных с ними объектов.
В случае, если галактика находится достаточно далеко и такие объекты по отдельности неразличимы, на звездообразование могут указывать косвенные признаки:
- Сильное излучение в эмиссионных линиях, особенно в H-альфа, которое создаётся эмиссионными туманностями;
- Повышенная светимость в голубом и ультрафиолетовом свете, который излучают молодые массивные звёзды;
- Повышенная светимость в дальнем инфракрасном диапазоне, в котором светит нагретая пыль;
- Большой поток теплового и синхротронного излучения в радиодиапазоне из-за взаимодействия массивных звёзд с окружающей средой: при нагреве и ионизации газа он создаёт тепловое излучение, а при вспышках таких звёзд как сверхновых в межзвёздную среду попадают релятивистские электроны, создающие синхротронное излучение;
- Повышенная светимость в рентгеновском диапазоне, создаваемая горячим газом.

### Процесс

#### Формирование звёзд
В межзвёздной среде присутствуют гигантские молекулярные облака, плотность вещества в которых выше, чем в окружающем пространстве. При достаточно большой массе облака в нём может возникнуть гравитационная неустойчивость и оно начинает коллапсировать. Предельная масса для начала коллапса, называемая массой Джинса, зависит от температуры облака, а также от его размеров либо плотности. Для условий, которые наблюдаются в молекулярных облаках, она составляет 103—105 M⊙.
Первоначально при сжатии плотность облака увеличивается, а температура не изменяется: пока облако прозрачно, его нагрев за счёт сжатия компенсируется собственным излучением. Поэтому масса Джинса уменьшается, и в облаке выделяются области меньшего размера, которые начинают коллапсировать по отдельности — происходит фрагментация вплоть до массы 0,01 M⊙. Это явление объясняет, почему массы звёзд значительно меньше, чем масса Джинса для исходного облака и почему звёзды образуются группами — в звёздных скоплениях и ассоциациях. В какой-то момент сжимающиеся фрагменты становятся непрозрачными, достигают гидростатического равновесия и становятся звёздами.

#### Области звездообразования
В каждый момент лишь малая часть межзвёздного газа участвует в звездообразовании и практически всегда оно происходит в дисках галактик, в областях звездообразования размерами от десятков до нескольких сотен парсек. Газ в них распределён и разогрет неравномерно, наиболее плотные области в них быстрее остывают и становятся гравитационно связанными, в них зарождаются звёзды. В результате звёзды сосредотачиваются в небольших скоплениях или ассоциациях, разброс которых по возрасту составляет несколько миллионов лет. Звёздная составляющая подобной системы называется звёздным комплексом, а газовая, соответственно, газовым комплексом. Звездообразование в такой области длится не более десятков миллионов лет, после чего бо́льшая часть газа покидает звёздный комплекс, ярчайшие звёзды завершают свою эволюцию, неустойчивые звёздные системы распадаются, а звёзды комплекса распределяются среди остальных звёзд. На формирование газового комплекса и на подготовку к формированию звёзд уходит порядка 108 лет, и столько же — на разрушение звёздных комплексов.

#### Процессы, влияющие на звездообразование
Между звёздами и газом существует обратная связь: родившиеся звёзды влияют на газ, в котором они образуются. Эта связь может как стимулировать, так и подавлять звездообразование — в таких случаях говорят, соответственно, о положительной и отрицательной обратной связи. Например, молодые массивные звёзды создают сильный звёздный ветер, а некоторые из них взрываются как сверхновые типа II через несколько миллионов лет после образования. При взрыве сверхновой значительная часть энергии передаётся межзвёздной среде, в частности, в ней возникают ударные волны. Это приводит к резкому сжатию газа, из-за чего звездообразование идёт быстрее. С другой стороны, слишком активное звездообразование сильно разогревает газ и выбрасывает его из газового комплекса или даже из галактики, что останавливает образование звёзд. Наоборот, если звёзды перестают рождаться, то газ получает меньше энергии, турбулентные движения в нём прекращаются и он сжимается, что приводит к продолжению звездообразования. Таким образом, звездообразование — саморегулирующийся процесс.
Кроме обратной связи, на звездообразование могут влиять и другие процессы и явления. Так, например, вращение газовых облаков и наличие в них магнитного поля удерживает их от коллапса, тем самым препятствуя рождению звёзд. Волны плотности в спиральных галактиках приводят к уплотнению газа и активизации звездообразования в их спиральных рукавах. Столкновение галактик, в которых достаточно газа, приводит к сосредоточению газа в ядре, из-за чего в нём случается мощная, но кратковременная вспышка звездообразования.

## Параметры

### Темп звездообразования

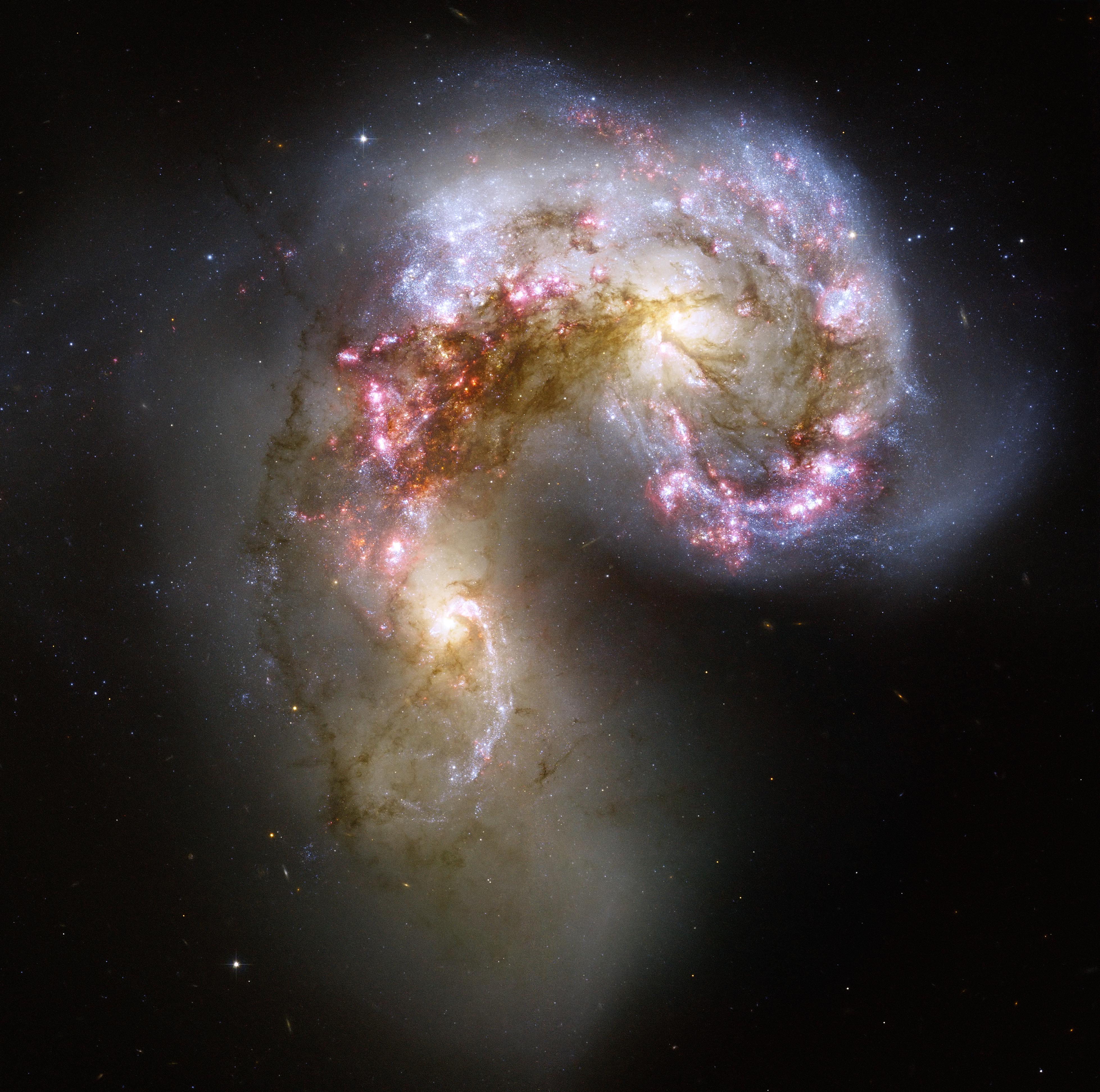
Галактики Антенны в процессе слияния испытывают вспышку звездообразования

Темп звездообразования (SFR, от англ. star formation rate) — общая масса звёзд, которая формируется в галактике в единицу времени. Так, в спиральных галактиках SFR обычно составляет 1—10 M⊙/год, а в эллиптических и линзовидных — значительно ниже 1 M⊙/год за очень редкими исключениями. В нашей Галактике SFR приблизительно равняется 2 M⊙/год. Если темп звездообразования в галактике очень высок, то про галактику говорят, что в ней происходит вспышка звездообразования — в этом случае SFR может превышать нормальное значение в 1000 раз.
Разные оценки темпа звездообразования для одной и той же галактики могут давать результаты, различающиеся в 2—3 раза, что в первую очередь вызвано особенностями используемых моделей эволюции звёзд и параметрами начальной функции масс (см. ниже) при различных измерениях. Другая причина состоит в том, что не может быть оценен темп звездообразования в данный момент, а лишь усреднённый за некоторый срок, различающийся для разных индикаторов звездообразования. Так, интенсивность эмиссионных линий и радиоизлучения связана с SFR за последние несколько миллионов лет, а ультрафиолетовое излучение создают массивные звёзды, которые живут не более десятков миллионов лет. Инфракрасное излучение может быть связано и с менее массивными звёздами, поэтому его мощность отражает темп звездообразования в течение последних 108 лет, а для «голубых» показателей цвета, например, B−V, этот срок увеличивается до 109 лет. Таким образом, использование различных индикаторов звездообразования позволяет оценить его историю в течение последнего миллиарда лет.
Кроме того, индикаторы звездообразования указывают лишь на рождение достаточно массивных звёзд, в то время как звёзды малой массы практически не проявляют себя при рождении. Таким образом, напрямую можно определить, сколько рождается массивных звёзд, а количество и вклад маломассивных звёзд в SFR могут быть оценены только по функции распределения звёзд по массам — начальной функции масс.

#### Соотношения
Поскольку звёзды образуются из газа (см. выше), то, чем больше в галактике газа, тем выше должен быть темп звездообразования. Численно эта зависимость выражается эмпирическим законом Кенникатта — Шмидта: поверхностная плотность водорода {\displaystyle \sigma } (в сумме в атомарной и в молекулярной формах) связана с темпом звездообразования в той же области соотношением {\displaystyle {\text{SFR}}\propto \sigma ^{1.4}}. Для объёмной плотности молекулярного водорода {\displaystyle \rho _{H_{2}}} подобная зависимость имеет характер {\displaystyle {\text{SFR}}\propto \rho _{H_{2}}}.
Ещё одно соотношение, используемое для оценки SFR, называется формулой Кенникатта и связывает эту величину со светимостью галактики в линии H-альфа, обозначаемой {\displaystyle L_{H_{\alpha }}}. Зависимость между этими двумя величинами линейная, и если SFR выражается в M⊙/год, а {\displaystyle L_{H_{\alpha }}} — в эрг/с, то формула приобретает вид {\displaystyle {\text{SFR}}=7.9\cdot 10^{-42}L_{H_{\alpha }}}.

#### Эффективность звездообразования
С темпом звездообразования связана ещё одна величина: эффективность звездообразования (SFE, от англ. star formation efficiency). Она выражается как {\displaystyle {\text{SFE}}={\text{SFR}}/M_{\text{gas}}}, где {\displaystyle M_{\text{gas}}} — масса газа в галактике. Величина, обратная SFE, имеет размерность времени и по смыслу является сроком, за который запасы газа в галактике уменьшатся в e раз, если не происходит их пополнения. Эта величина слабо зависит от массы галактики: для спиральных галактик время исчерпания газа составляет 109—1010 лет, в неправильных галактиках — в несколько раз больше. Наибольшее время исчерпания наблюдается в галактиках низкой поверхностной яркости и на окраинах дисковых галактик — там это значение может превышать 1010 лет. Напротив, в галактиках со вспышкой звездообразования время исчерпания обычно составляет 108—109 лет, так что вспышки звездообразования не могут быть длительными событиями.

### Начальная функция масс

Различные функции, описывающие НФМ

Начальная функция масс (НФМ) — функция распределения звёзд по массам при формировании. Известно, что чем меньше масса звёзд, тем больше их по количеству в любой звёздной системе, и бо́льшая часть массы приходится именно на маломассивные звёзды. Поскольку индикаторы звездообразования указывают на рождение только массивных звёзд, знание точного вида НФМ необходимо, чтобы по количеству массивных звёзд оценить, сколько вместе с ними рождается звёзд малой массы.
Одну из широко используемых НФМ, вычислил Эдвин Солпитер ещё в 1955 году — она получила название функции Солпитера. Для количества звёзд {\displaystyle dN} с массами от {\displaystyle M} до {\displaystyle M+dM} она имеет вид степенной функции {\displaystyle dN\propto M^{-\alpha }dM}, где {\displaystyle \alpha } составляет 2,35. Для масс более 1 M⊙ данная оценка остаётся актуальной, но для менее массивных звёзд было обнаружено, что с уменьшением массы их число растёт медленнее, чем предсказывается функцией Солпитера и имеет максимум в диапазоне 0,1—1 M⊙. Современные модели НФМ учитывают это обстоятельство: в них могут использоваться другие значения {\displaystyle \alpha } для малых масс, либо функция может иметь другой вид.
По всей видимости, НФМ в целом универсальна для различных галактик — исключение могут составлять лишь экстремальные условия. Например, в звёздном скоплении в центре нашей Галактики НФМ для массивных звёзд описывается степенной функцией с {\displaystyle \alpha } около 1,7.